# Петренко Сергій Володимирович
Сергі́й Володи́мирович Петре́нко (8 грудня 1956, Хмельницький) — український веслувальник, каноїст, дворазовий олімпійський чемпіон.

## Життєпис
С. В. Петренко народився 8 грудня 1956 року у м. Хмельницький.
Закінчив факультет фізичного фиховання Одеського державного педагогічного інституту ім. К. Д. Ушинського.
Тренувався в Одесі, в спортивному товаристві «Локомотив».
Здобув золоті медалі на монреальській Олімпіаді, виступаючи в складі каное-двійки разом з Олександром Юрійовичем Виноградовим (Москва) на дистанціях 500 метрів та 1000 метрів.

## Нагороди
- Заслужений майстер спорту СРСР
- Ордени Трудового Червоного Прапора,  «За заслуги» ІІІ ст.